# Herdenkingsmunten van € 2 (2021)
Hieronder staat een lijst van herdenkingsmunten van twee euro die 2021 als slagjaar hebben.
| Afbeelding | Land         | Ter gelegenheid van | Oplage     | Datum uitgave     |
| --- | ------------ | --- | ---------- | ----------------- |
| | Portugal     | Voorzitterschap Europese Unie | 510.000    | 4 januari 2021    |
| Omschrijving: Het ontwerp stelt de verbinding tussen de hoofdstad van Portugal en andere Europese hoofdsteden voor. Samen vormen ze een kaart met daarop de tekst “PRESIDÊNCIA DO CONSELHO DA UNIÃO EUROPEIA PORTUGAL 2021” (VOORZITTERSCHAP VAN DE RAAD VAN DE EUROPESE UNIE PORTUGAL 2021). Op de buitenste ring van de munt staan de twaalf sterren van de Europese vlag afgebeeld. |              | |            |                   |
| |              | |            |                   |
| | Letland      | 100ste verjaardag van de internationale de-jure-erkenning van de Republiek Letland                                                             | 412.000    | 20 januari 2021   |
| Omschrijving: Het ontwerp toont een artistieke tekst “100 Latvija de iure 2021” en vermeldt met andere woorden ook de naam van het land (LATVIJA) en het jaar van uitgifte (2021). Op de buitenste ring van de munt staan de twaalf sterren van de Europese vlag afgebeeld. |              | |            |                   |
| |              | |            |                   |
| | Italië       | 150ste verjaardag van de proclamatie van Rome tot hoofdstad van Italië                                                                         | 3.000.000  | 26 januari 2021   |
| Omschrijving: De afbeelding bevat een detail van de godin Roma, een sculptuur van Angelo Zanelli dat aangebracht is in het midden van het Altare della Patria, een groot votiefaltaar dat gewijd is aan de Italiaanse natie in het Vittoriano-complex te Rome. Bovenaan vermeldt de legende “ROMA CAPITALE”; aan de rechterkant de data “•1871•2021•”, respectievelijk het jaar van de proclamatie van Rome als hoofdstad van Italië en het jaar van de uitgifte van de munt; aan de linkerkant “RI”, acroniem van de Italiaanse Republiek, het muntteken van het munthuis van Rome: in de afsnede “UP”, de initialen van de ontwerper Uliana Pernazza. Op de buitenste ring van de munt staan de twaalf sterren van de Europese vlag afgebeeld. |              | |            |                   |
| |              | |            |                   |
| | Duitsland    | De dom van Maagdenburg, Saksen-Anhalt (zestiende uit de 'Bundesländer'-serie)                                                                  | 30.433.900 | 26 januari 2021   |
| Omschrijving: Het ontwerp toont de kathedraal van Maagdenburg, de eerste kathedraal in gotische stijl op Duits grondgebied. In het binnenste gedeelte onderaan staan ook de naam “SACHSEN-ANHALT” en de landencode “D” van het land van uitgifte. Links bevinden zich het muntmerk van de desbetreffende munt (“A”, “D”, “F”, “G” of “J”) en het jaar “2021”. Aan de rechterkant staat het merkteken van de graveur. Op de buitenste ring van de munt staan de twaalf sterren van de Europese vlag afgebeeld. |              | |            |                   |
| |              | |            |                   |
| | San Marino   | 450ste geboortedag van Caravaggio | 56.400     | 1 maart 2021      |
| Omschrijving: Op het ontwerp wordt Maria Magdalena afgebeeld, een verwijzing naar het gelijknamige werk van Caravaggio, dat in de Galleria Doria Pamphilj in Rome wordt bewaard. Links bovenaan staat de inscriptie “SAN MARINO” en daaronder staan de jaartallen “1571-2021”. Links staan de initialen van de ontwerper Silvia Petrassi, “SP”. Rechts bovenaan staan de inscriptie “CARAVAGGIO” en het muntteken. Op de buitenste ring van de munt staan de twaalf sterren van de Europese vlag afgebeeld. |              | |            |                   |
| |              | |            |                   |
| | Spanje       | Historische stad Toledo (twaalfde uit de serie 'UNESCO Wereld Erfgoedlijst')                                                                   | 4.019.500  | 10 maart 2021     |
| Omschrijving: Op de munt worden de “Puerta del Sol” en een detail van “La Sinagoga del Tránsito” afgebeeld, beide gebouwen werden tijdens de veertiende eeuw in de mudejarstijl gebouwd. Aan de linkerzijde staat in hoofdletters het woord “ESPAÑA”, met daaronder het jaar van uitgifte “2021”. Bovenaan rechts het muntteken. Op de buitenste ring van de munt staan de twaalf sterren van de Europese vlag afgebeeld. |              | |            |                   |
| |              | |            |                   |
| | Frankrijk    | 75-jarig bestaan van de UNICEF | 7.520.000  | 16 maart 2021     |
| Omschrijving: Het ontwerp toont een allegorie van het werk van “UNICEF”, waarbij de handen een sleutelelement vormen. Een voor een ondersteunen ze de wereldbol en vormen ze de schakel tussen de verschillende gebieden van de aarde. Dit ensemble wordt omringd door een lauwerkrans en de vermelding van de 75e verjaardag, samen met het acroniem RF. Langs de buitenrand staan de naam “UNICEF”, de relevante data en het UNICEF-motto “Voor elk kind”. Op de buitenste ring van de munt staan de twaalf sterren van de Europese vlag afgebeeld. |              | |            |                   |
| |              | |            |                   |
| | Finland      | Journalistiek en open communicatie ter ondersteuning van de Finse democratie                                                                   | 530.000    | 14 april 2021     |
| Omschrijving: De figuren op het binnenste gedeelte van de munt kunnen gezien worden als een gestileerde vorm van menselijke figuren, die gevormd worden door en verstrengeld zijn in een soort net gemaakt van linten. Langs de rand van het binnenste gedeelte van de munt staat het opschrift “JOURNALISMI JOURNALISTIK”. Onderaan het binnenste gedeelte is de belettering “2021 FI” aangebracht, voorafgegaan door het Finse muntteken. Op de buitenste ring van de munt staan de twaalf sterren van de Europese vlag afgebeeld. |              | |            |                   |
| |              | |            |                   |
| | Luxemburg    | 100ste geboortedag van Groothertog Jan (vijfentwintigste uit de 'Luxemburgse dynastie'-serie)                                                  | 333.500    | 19 april 2021     |
| Omschrijving: Aan de linkerkant toont het ontwerp de beeltenis van groothertog Jan, aan de rechterkant staat groothertog Henri afgebeeld. Naast elke beeltenis wordt de respectieve naam van de groothertog vermeld, alsook het geboortejaar “1921” van groothertog Jan. Onder de beeltenissen zijn de contouren van de stad Luxemburg te zien. Links is in cirkelvorm de tekst “GROUSSHERZOGE VU LËTZEBUERG” te lezen, als verwijzing naar het land van uitgifte. Het jaartal “2021” staat rechts onderaan. Op de buitenste ring van de munt staan de twaalf sterren van de Europese vlag afgebeeld. |              | |            |                   |
| |              | |            |                   |
| | Luxemburg    | 40-jarig huwelijksjubileum van Groothertog Hendrik en Groothertogin-gemalin María Teresa (zesentwintigste uit de 'Luxemburgse dynastie'-serie) | 333.500    | 19 april 2021     |
| Omschrijving: Het ontwerp toont de beeltenissen van groothertog Henri en groothertogin Maria Teresa. Onder de beeltenissen zijn twee trouwringen te zien, voorafgegaan door de trouwdatum “14. FEBRUAR 1981” en gevolgd door het jaartal “2021”. Het woord “LËTZEBUERG”, waarmee het land van uitgifte wordt aangeduid, bevindt zich onderaan. Op de buitenste ring van de munt staan de twaalf sterren van de Europese vlag afgebeeld. |              | |            |                   |
| |              | |            |                   |
| | Griekenland  | 200ste verjaardag van de Griekse Onafhankelijkheidsoorlog                                                                                      | 1.500.000  | 22 april 2021     |
| Omschrijving: De Griekse vlag staat in het midden van het ontwerp en is omgeven door lauriertakken. Langs de binnenrand staat (in het Grieks) “1821-2021 200 JAAR SINDS DE GRIEKSE REVOLUTIE” en “HELLEENSE REPUBLIEK”. Onderaan, tussen twee lauriertakken, zijn een palmet (het muntteken van het Griekse munthuis) en de handtekening van de ontwerper (George Stamatopoulos) zichtbaar. Op de buitenste ring van de munt staan de twaalf sterren van de Europese vlag afgebeeld. |              | |            |                   |
| |              | |            |                   |
| | Portugal     | Deelname van Portugal aan de Olympische Zomerspelen van Tokio 2020                                                                             | 510.000    | 18 mei 2021       |
| Omschrijving: Op het ontwerp worden de symbolen van het Portugees Olympisch Comité afgebeeld. Het ontwerp werd goedgekeurd door de Raad in 2020, aangezien de munt oorspronkelijk medio 2020 moest worden uitgegeven. Casa da Moeda en het Olympisch Comité zijn echter overeengekomen de uitgifte ervan in overeenstemming met de nieuwe kalender van de Spelen uit te stellen van 23 juli tot 8 augustus 2021 als gevolg van de COVID-19-pandemie. Daarom zijn enkele ontwerpdetails van de tekst bijgewerkt, met name het verkorte formaat van twee cijfers voor het jaar 2020 (door gebruik te maken van een weglatingsteken: “Tóquio’20”), gevolgd door het jaar van uitgifte 2021, en ten slotte de naam van de auteur naast het muntteken. Op de buitenste ring van de munt staan de twaalf sterren van de Europese vlag afgebeeld. |              | |            |                   |
| |              | |            |                   |
| | Litouwen     | UNESCO's Mens- en Biosfeerprogramma - biosfeerreservaat Žuvintas                                                                               | 500.000    | 19 mei 2021       |
| Omschrijving: Het ontwerp geeft de karakteristieke omgeving weer van het Žuvintas-biosfeerreservaat, dat deel uitmaakt van het wereldwijde netwerk van biosfeerreservaten van het Mens- en Biosfeerprogramma van Unesco: afgelegen eilanden in een uniek vogelmeer, het grootste watergebied van Litouwen en de kenmerkende dieren die er voorkomen. Op de voorgrond probeert een roerdomp een roodbuikvuurpad te vangen die in het water drijft. In de russen afgebeeld aan de rechterkant staat een waterrietzanger, daarboven vliegen een zwerm kraanvogels en een knobbelzwaan, die de symbooldieren van het reservaat zijn. Het ontwerp is omgeven door de inscripties LIETUVA (Litouwen), ŽUVINTAS en UNESCO, het jaar van uitgifte (2021) en het muntteken van de Litouwse Munt. Het ontwerp is van Eglé Ratkutė en Ernestas Žemaitis. Op de buitenste ring van de munt staan de twaalf sterren van de Europese vlag afgebeeld. |              | |            |                   |
| |              | |            |                   |
| | Estland      | Fins-Oegrische volkeren | 1.000.000  | 16 juni 2021      |
| Omschrijving: Op de nationale zijde van de munt wordt een ontwerp afgebeeld dat is gebaseerd op de grotschilderingen van het Onegameer. De symbolen voor de jager, de eland, de watervogel en de zon vormen de symbolische kringloop van het leven voor de Fins-Oegrische volkeren. De centrale figuur is een watervogel, aangezien hij voorkomt in de kunst en folklore van alle Fins-Oegrische volkeren. Rechts bovenaan staat in een halve cirkel de naam van de staat “EESTI”, gevolgd door het jaartal “2021”. Links onderaan staat de inscriptie “FENNO-UGRIA”. Op de buitenste ring van de munt staan de twaalf sterren van de Europese vlag afgebeeld. |              | |            |                   |
| |              | |            |                   |
| | Italië       | Gezondheidswerkers | 3.000.000  | 22 juni 2021      |
| Omschrijving: In het midden worden een man en een vrouw in medische kledij afgebeeld met maskers, een stethoscoop en een medisch dossier: het gaat om artsen en verpleegkundigen die met hun werk in de frontlinie staan in de strijd tegen COVID-19. Bovenaan staat het woord “GRAZIE”, gevolgd, aan de rechterkant, door het symbool van een hart; aan de linkerkant wordt het medisch kruis weergegeven; in het midden “RI”, het acroniem van de Italiaanse Republiek; rechts “R”, het muntteken van het munthuis van Rome; onderaan links “CM”, de initialen van ontwerper Claudia Momoni; in de afsnede, het jaar van de uitgifte van de munt “2021”. Op de buitenste ring van de munt staan de twaalf sterren van de Europese vlag afgebeeld. |              | |            |                   |
| |              | |            |                   |
| | Vaticaanstad | 450ste geboortedag van Caravaggio | 86.300     | 25 juni 2021      |
| Omschrijving: Op het ontwerp wordt “Jongen met fruitmand”, een schilderij van Caravaggio, afgebeeld. Bovenaan staat in een halve cirkel de naam van de uitgevende staat “CITTA’ DEL VATICANO”. Links staat het muntteken “R”. Onderaan staat de inscriptie “CARAVAGGIO” en daaronder staan de jaren “1571-2021”. Rechts onderaan staan de initialen van de ontwerper Chiara Principe, “CP”. Op de buitenste ring van de munt staan de twaalf sterren van de Europese vlag afgebeeld. |              | |            |                   |
| |              | |            |                   |
| | België       | 100ste verjaardag van de oprichting van de Belgisch-Luxemburgse Economische Unie (BLEU)                                                        | 155.000    | 7 juli 2021       |
| Omschrijving: Op de nationale zijde van de munt worden de beeltenis van de Belgische koning Filip I en die van groothertog Henri van Luxemburg afgebeeld. Daarnaast worden beide landen afgebeeld, met de vermelding “ECONOMIC UNION”, en de jaren 1921 en 2021. Aangezien de Koninklijke Nederlandse Munt de munt zal slaan, bevindt zich onderaan het muntteken van Utrecht, een mercuriusstaf, samen met het Belgische muntmeesterteken, het wapen van de gemeente Herzele. Op de munt staan ook de initialen LL, een verwijzing naar de ontwerper van de munt, de heer Luc Luycx. Op de buitenste ring van de munt staan de twaalf sterren van de Europese vlag afgebeeld. |              | |            |                   |
| |              | |            |                   |
| | Malta        | Helden van de pandemie | 72.500     | 2 augustus 2021   |
| Omschrijving: Het ontwerp is ontwikkeld door Maria Anna Frisone en beeldt twee zorgverleners af die elkaar moed geven om het onbekende tegemoet te gaan. Het is een lofbetuiging aan deze onbaatzuchtige personen die in de strijd tegen de COVID-19-pandemie in de eerste lijn hebben gestaan. Bovenaan staat in een halve cirkel de inscriptie “HEROES OF THE PANDEMIC”. Onderaan staat in een halve cirkel de inscriptie “MALTA – 2021”. Op de buitenste ring van de munt staan de twaalf sterren van de Europese vlag afgebeeld. |              | |            |                   |
| |              | |            |                   |
| | Finland      | 100ste verjaardag van zelfbestuur van de regio Åland                                                                                           | 800.000    | 13 augustus 2021  |
| Omschrijving: Het thema van de munt is het archipellandschap dat bestaat uit reliëfvormen. Op de onderste helft van het ontwerp wordt een zeeroute met boeien afgebeeld, alsook de boeg van een boot en een hand met een kompas. Op de horizontale middellijn van het ontwerp wordt de zeehorizon afgebeeld. Op de bovenste helft van het ontwerp worden de lucht en wolken afgebeeld. Onderaan staat in een halve cirkel de inscriptie “100 JAAR ZELFBESTUUR VAN ÅLAND” in het Fins. Bovenaan staat in een halve cirkel de inscriptie “100 JAAR ZELFBESTUUR VAN ÅLAND” in het Zweeds. Tussen de inscripties staan centraal twee ruitvormige tekens, een aan de linkerkant en een aan de rechterkant. Boven de ruiten staat rechts de inscriptie “2021 FI” en links het muntteken van de Munt van Finland. Op de buitenste ring van de munt staan de twaalf sterren van de Europese vlag afgebeeld. |              | |            |                   |
| |              | |            |                   |
| | San Marino   | 550ste geboortedag van Albrecht Dürer | 56.400     | 27 augustus 2021  |
| Omschrijving: Op het ontwerp wordt de Heilige Maagd Maria met het kindje Jezus afgebeeld, een verwijzing naar het schilderij “Maria met kind” van Albrecht Dürer, dat in de Uffizi-galerijen (Florence) wordt bewaard. Links staan de inscriptie “SAN MARINO” en het muntteken “R”. Rechts bovenaan staat het monogram “AD” met de initialen van Albrecht Dürer en rechts staat de inscriptie “DÜRER”. Onderaan staan de initialen van de ontwerper Valerio De Seta, “VdS”, en de jaartallen “1471-2021”. Op de buitenste ring van de munt staan de twaalf sterren van de Europese vlag afgebeeld. |              | |            |                   |
| |              | |            |                   |
| | Litouwen     | Dzūkija (derde uit de 'Etnografische Regio's'-serie)                                                                                           | 500.000    | 9 september 2021  |
| Omschrijving: Op het ontwerp wordt een wapenschild afgebeeld met een geharnaste soldaat die in zijn rechterhand een hellebaard vasthoudt en met zijn linkerhand tegen een zilveren Baltisch schild leunt. Het wapenschild staat op een balk en wordt door twee lynxen vastgehouden. Daaronder hangt een lint met de Latijnse inscriptie “EX GENTE BELICOSISSIMA POPULUS LABORIOSUS” (VAN KRIJGSHAFTIGE STAM TOT NAARSTIG VOLK). Het ontwerp is omgeven door de inscripties “LIETUVA” (Litouwen) en “DZŪKIJA”, het jaar van uitgifte (2021) en het muntteken van de Litouwse Munt. Het ontwerp is van Rolandas Rimkūnas. Op de buitenste ring van de munt staan de twaalf sterren van de Europese vlag afgebeeld. |              | |            |                   |
| |              | |            |                   |
| | Frankrijk    | Marianne en het hardlopen - Eiffeltoren (eerste uit de 'Countdown naar de Olympische Zomerspelen van 2024 in Parijs'-serie)                    | 510.000    | 21 september 2021 |
| Omschrijving: Op het ontwerp wordt Marianne, nationale figuur en icoon van de Franse numismatiek, afgebeeld, die loopt op een “klassieke” manier in verwijzing naar de Olympische Spelen in de Oudheid. Haar silhouet vormt een harmonieus geheel en een gemeenschappelijke as met de Eiffeltoren, een essentieel onderdeel van het Parijs erfgoed. Op de achtergrond wordt een atletiekbaan afgebeeld met links daarop het embleem van Parijs 2024. Het jaar van uitgifte, de vermelding “RF” en de munttekens staan onder de boog van de Eiffeltoren. Op de buitenste ring van de munt staan de twaalf sterren van de Europese vlag afgebeeld. |              | |            |                   |
| |              | |            |                   |
| | Monaco       | 10-jarig huwelijksjubileum van vorst Albert II en vorstin Charlene van Monaco                                                                  | 15.000     | 6 oktober 2021    |
| Omschrijving: Op het ontwerp worden de beeltenissen, in profiel, van prins Albert II en prinses Charlene afgebeeld. Bovenaan staat de naam van de uitgevende staat “MONACO”. Onderaan staat in een halve cirkel de inscriptie “2011 MARIAGE PRINCIER 2021”. Op de buitenste ring van de munt staan de twaalf sterren van de Europese vlag afgebeeld. |              | |            |                   |
| |              | |            |                   |
| | Estland      | De wolf, het nationale dier van Estland | 1.000.000  | 20 oktober 2021   |
| Omschrijving: Het ontwerp beeldt een wolfsilhouet en een bos af. Tegen de rand van de binnenste ring staan links de landnaam “EESTI”, rechts het jaar van uitgifte “2021” en bovenaan de tekst “CANIS LUPUS” (Latijn voor wolf). Op de buitenste ring van de munt staan de twaalf sterren van de Europese vlag afgebeeld. |              | |            |                   |
| |              | |            |                   |
| | Slovenië     | 200ste verjaardag van de oprichting van het Regionaal Museum voor Kranjska, het eerste museum in Slovenië                                      | 1.000.000  | 25 oktober 2021   |
| Omschrijving: Het ontwerp is geïnspireerd op de friezen van de Vače Situla, een van de mooiste artefacten van de situla-kunst. Deze friezen zijn een grafisch symbool voor de verschillende lagen van de geschiedenis die het museum bewaart voor toekomstige generaties. Op het ontwerp worden de lagen van de geschiedenis van het museum weergegeven via de verschillende namen die het de afgelopen tweehonderd jaar heeft gehad. De namen worden als friezen afgebeeld, zoals ze de op Vače Situla zouden zijn geschreven. Op het ontwerp staan ook de naam van de uitgevende staat “SLOVENIJA” en het jaar van uitgifte “2021”. Op de buitenste ring van de munt staan de twaalf sterren van de Europese vlag afgebeeld. |              | |            |                   |
| |              | |            |                   |
| | Vaticaanstad | 700ste sterfdag van Dante Alighieri | 86.300     | 26 oktober 2021   |
| Omschrijving: Op het ontwerp wordt een beeltenis van Dante en het Palazzo Vecchio in Florence afgebeeld. Rechts bovenaan staat in een halve cirkel de naam van de uitgevende staat “CITTÀ DEL VATICANO”. Onderaan staat de inscriptie “Dante” en daaronder staan de jaartallen “1321-2021” en de naam van de ontwerper “P. DANIELE”. Op de buitenste ring van de munt staan de twaalf sterren van de Europese vlag afgebeeld. |              | |            |                   |
| |              | |            |                   |
| | Malta        | Megalithische tempels van Tarxien (zesde uit de 'Prehistorische Tempels'-serie)                                                                | 181.000    | 26 oktober 2021   |
| Omschrijving: Op het ontwerp wordt een detail van de prehistorische constructie afgebeeld. Bovenaan staat de inscriptie “TARXIEN TEMPLES 3600-2500 BC”. Onderaan staat de naam van de uitgevende staat “MALTA” en daaronder het jaar van uitgifte “2021”. Op de buitenste ring van de munt staan de twaalf sterren van de Europese vlag afgebeeld. |              | |            |                   |
| |              | |            |                   |
| | België       | 500ste verjaardag van de bekendmaking van het decreet tot uitgifte van een tweede serie munten tijdens het bewind van keizer Karel V           | 155.000    | 27 oktober 2021   |
| Omschrijving: Op het binnenste gedeelte van de nationale zijde van de munt wordt het portret van keizer Karel V afgebeeld, samen met de tekst “Carolus V”. Links daarvan staat de vijfhonderd jaar oude gouden carolusgulden, die in omloop werd gebracht na de uitgifte van een tweede serie munten tijdens het bewind van keizer Karel V. Aangezien de Koninklijke Nederlandse Munt de munt zal slaan, bevindt zich onderaan het muntteken van Utrecht, een mercuriusstaf, samen met het Belgische muntmeesterteken, het wapen van de gemeente Herzele. Op de munt staan ook de initialen LL, een verwijzing naar de ontwerper van de munt, de heer Luc Luycx. De landcode BE en het jaartal 2021 staan links. Op de buitenste ring van de munt staan de twaalf sterren van de Europese vlag afgebeeld. |              | |            |                   |
| |              | |            |                   |
| | Slowakije    | 100ste geboortedag van Alexander Dubček | 1.000.000  | 26 november 2021  |
| Omschrijving: Op het ontwerp wordt een beeltenis, in profiel van links, van Alexander Dubček afgebeeld, een vooraanstaande Slowaakse politicus wiens poging om liberale hervormingen door te voeren in Tsjecho-Slowakije in 1968 bekend werd als de Praagse Lente. Langs de linkerzijde van de binnenste cirkel van de munt staat de naam van de uitgevende staat “SLOVENSKO”. Bovenop het onderste deel van de beeltenis staat de naam “Alexander Dubček”, de voornaam boven de achternaam, en daaronder het jaar van zijn geboorte “1921” en zijn overlijden “1992”, de ene boven de andere. Langs de rechterzijde staat het jaar van uitgifte “2021” en daaronder het muntteken van de munt van Kremnica (Mincovňa Kremnica), dat bestaat uit de letters “MK” tussen twee muntstempels. Naast het onderste deel van de rechterzijde staan de gestileerde initialen “BR”, een verwijzing naar de ontwerper van de nationale zijde, Branislav Ronai. Op de buitenste ring van de munt staan de twaalf sterren van de Europese vlag afgebeeld. |              | |            |                   |
| |              | |            |                   |
| | Andorra      | 100ste verjaardag van de kroning van Onze-Lieve-Vrouw van Meritxell                                                                            | 73.750     | 15 december 2021  |
| Omschrijving: Op de voorgrond van het ontwerp wordt de reproductie van het elfde- en twaalfde-eeuwse romaanse houtsnijwerk van Onze-Lieve-Vrouw van Meritxell (de beschermheilige van het Vorstendom Andorra) afgebeeld. Op de achtergrond van het ontwerp worden een gedeeltelijke reproductie van het sanctuarium van de basiliek afgebeeld waar het houtsnijwerk zich bevindt, alsook een grafisch element dat symbool staat voor een bloem, de naam van de uitgevende staat “ANDORRA” en de jaren “1921-2021”. Op de buitenste ring van de munt staan de twaalf sterren van de Europese vlag afgebeeld. |              | |            |                   |
| |              | |            |                   |
| | Andorra      | Zorg dragen voor onze senioren | 70.000     | 15 december 2021  |
| Omschrijving: Het onderwerp van de munt “CUIDEM LA NOSTRA GENT GRAN” (zorg dragen voor onze senioren) wordt gesymboliseerd door de afbeelding van de hand van een jongere die een andere hand waarop alle tekenen van ouderdom te zien zijn, vasthoudt, met daaronder een stethoscoop. De naam van de uitgevende staat “ANDORRA”, die verschillende reproducties van het SARS-CoV-2-virus omringt, betekent dat de staat zich ertoe verbindt de verspreiding van het virus te voorkomen en voor zijn burgers te zorgen. Op het ontwerp staat ook de datum van uitgifte “2021”. Op de buitenste ring van de munt staan de twaalf sterren van de Europese vlag afgebeeld. |              | |            |                   |